# 北川辺町
北川辺町（きたかわべまち）は、かつて埼玉県の北東端にあった人口約1万3千人の町。北埼玉郡に属した。
埼玉県側の渡良瀬遊水地の玄関口として知られ、オニバス（絶滅危惧種）の自生地でもあった。東京都市圏（東京通勤圏）。

## 概要
埼玉県内で唯一町全域が利根川の左岸（北側）にあり、一説には「北川辺」の名称も「利根川の北の川辺の町」の意味で名づけられたとされる。茨城県、群馬県、栃木県の3県と接するが、埼玉県の他の自治体とは利根川で隔てられており、電話の単位料金区域 (MA) は埼玉県内ではなく茨城県古河市と同一の古河MAに属する（古河MAは茨城県内区域ではなく、NTT栃木支店の管轄内で栃木県内区域である）。また、古くは埼玉県域の他の自治体への交通を渡船に頼っていたため、「陸の孤島」とも称された。
前述の通勤先でも東京都区部に次いで2位が茨城県古河市であり、このように古河市との結びつきが強く、同市（旧古河市および旧猿島郡総和町）、栃木県下都賀郡野木町と三国サミット会議が発足され、相互理解が深まっている。
北埼玉郡大利根町・北葛飾郡栗橋町との合併により「東埼玉市」の新設を目指す構想があった。その後、加須市と北埼玉郡大利根町・北埼玉郡騎西町との合併協議に転じ、2010年3月23日に新たに「加須市」となった。

## 地理
北川辺町（旧武蔵国埼玉郡）と北に接する板倉町（旧上野国邑楽郡）との境界には合の川（浅間川の分流）が流れた。北川辺町飯積と南に接する旧大越村との間には浅間川を渡河する交通路があった。また北川辺町内を東に進むと渡良瀬川を隔てて下総国の古河へ渡河する交通路だった。
1621年（元和7年）、利根川の新川通が開削され渡良瀬川と接続され（江戸時代の利根川東遷事業）、北川辺町の地域は利根川本流の北岸となった。

### 輪中の町
上記以降は北川辺町の地域は遊水地帯となっていた。南と東を利根川と渡良瀬川、北と西を谷田川と合の川（現在は廃川）に囲まれた盆地状の低地であり、記録に残るだけでも1786年（天明6年）から1947年（昭和22年）の161年で81回の水害が発生した水害常襲地域であった。集落や田畑は自然堤防上に発達して背後の低湿地に水田が開発されていき、水塚や構え堀といった水害への備えが施され、周囲を堤防で囲う輪中が形成されていった。

### 河川・湖沼
- 河川: 利根川、渡良瀬川、谷田川、合の川、五左衛門堀、六えん樋（六右衛門樋）、中堀排水路、旧川、子之新排水路、駒場排水路、飯積用水路、高台用水路
- 湖沼: 渡良瀬遊水地（谷中湖）、仕出沼、柳生沼、八幡沼

### 隣接している自治体
- 埼玉県
  - 加須市（南西）
  - 北埼玉郡大利根町（南東）
- 茨城県
  - 古河市（東）
- 群馬県
  - 邑楽郡板倉町（北西）
- 栃木県
  - 下都賀郡藤岡町（現・栃木市藤岡地域）（北）

※下都賀郡野木町と久喜市とは、わずかに接していない。

## 歴史
- 1869年（明治2年） - 古河藩に属す。
- 1871年（明治4年） - 埼玉県が設置される。
- 1873年（明治6年） - 麦倉・栄・小野袋に学校が開校する。
- 1883年（明治16年） - 麦倉中輪葉に新校舎が竣工する。（倉積学校）
- 1886年（明治19年） - 向古河に小学校が開校する。
- 1890年（明治23年） - 向古河村が川辺村と称されるようになる。
- 1893年（明治26年） - 飯積村・麦倉村・柳生村・小野袋村の一部（字藤畑）が合併し利島村となる。
- 1895年（明治28年） - 利島村の学校が利島尋常高等小学校となる。
- 1907年（明治40年） - 川辺村の学校が川辺尋常高等小学校となる。
- 1910年（明治43年） - 関東大水害により大水が出る。
- 1915年（大正4年） - 中輪葉に所在していた利島尋常高等小学校が今日の西小学校の所在地に新築移転する。
- 1922年（大正11年） - 排水機が設置される。
- 1927年（昭和2年） - 利島村・川辺村に電燈が点く。
- 1929年（昭和4年）11月1日 - 東武日光線柳生駅が開業する。
- - 同年、初代の三国橋が起工する。
- 1930年（昭和5年） - 伊賀袋が茨城県より埼玉県に編入され、川辺村に編入される。
- 1931年（昭和6年） - 麦倉に郵便局が設置される。（後に柳生に移転し、北川辺郵便局となる。）
- - 同年、二代目の三国橋が開通する。
- 1935年（昭和10年）4月1日 - 東武日光線新古河駅が開業する。
- 1941年（昭和16年） - 利島尋常高等小学校および川辺尋常高等小学校が利島国民学校・川辺国民学校へと改称する。
- 1947年（昭和22年） - 利島村立利島小学校・川辺村立川辺小学校へと改称する。
- - 同年9月15日、カスリーン台風により水害が発生する。
- 1948年（昭和23年） - 不動岡高等学校北川辺分校が利島村公民館にて開校する。
- 1949年（昭和24年） - 利島村立利島中学校の校舎が竣工する。
- 1953年（昭和28年） - 川辺村立川辺中学校の校舎が竣工する。
- 1954年（昭和29年） - 利島村立利島小学校の給食が開始される。
- 1955年（昭和30年）4月1日 - 北埼玉郡利島村・川辺村が合併し、北川辺村となる。
- - 同年、利島小学校および川辺小学校は北川辺村立西小学校および北川辺村立東小学校へと改称される。中学校も同様に北川辺村立西中学校・北川辺村立東中学校へと改称される。
- 1956年（昭和31年） - 北川辺村立東小学校にて給食が開始される。
- 1960年（昭和35年） - 東中学校・西中学校が統合され北川辺中学校となる。
- 1961年（昭和36年） - 北川辺中学校の校舎が竣工する。
- 1963年（昭和38年） - 全村に水道が整備され、現在の排水機場が設置される。
- 1964年（昭和39年） - 北川辺村役場の庁舎が竣工する。
- 1965年（昭和40年） - 中央公民館が開館する。
- 1966年（昭和41年） - 東保育所が開所する。
- 1967年（昭和42年） - 西小学校の現在の校舎が竣工する。
- - 同年、西保育所が開所する。
- 1968年（昭和43年） - 三代目の三国橋が開通する。
- - 同年、邑楽用水路が開通する。
- 1969年（昭和44年） - 給食センターが開設され、米飯給食が開始される。
- 1970年（昭和45年） - 東小学校の現在の校舎が竣工する。
- 1971年（昭和46年）4月1日 - 町制施行に伴い、北川辺町となる。
- 1972年（昭和47年） - 埼玉大橋が開通する。これに伴い「北川辺町 ~ 加須市大越」間および「北川辺町 ~ 北埼玉郡大利根町新川」間の渡し船が廃止となる。
- - 同年、パイプライン工事が起工する。
- - 同年、大利根町・北川辺町衛生施設組合衛生センターが開設される。
- 1974年（昭和49年） - 埼玉県立北川辺高等学校が開校する。
- - 同年、加須地区消防組合北川辺分署が開設される。
- 1976年（昭和51年） - 福祉センターおよび民俗資料館が開館する。
- 1977年（昭和52年） - 東保育所が東幼稚園と改称され、西保育所が北川辺町立保育所と改称される。
- - 同年、西幼稚園が開園する。
- 1978年（昭和53年） - 町民体育館が開館する。
- 1983年（昭和58年） - 北川辺中学校の校舎が現在の校舎へと改築される。
- 1985年（昭和60年） - 四代目の三国橋の建設計画が立ち上がる。
- 1986年（昭和61年） - 中央浄水場が開設される。
- 1989年（平成元年） - 埼玉大橋の通行料が無料となる。
- 1991年（平成3年） - 役場第二庁舎が竣工する。
- 1992年（平成4年） - 第二土曜日の学校休業日が開始される。
- 1993年（平成5年） - 旧川ふるさと公園が開園する。
- 1994年（平成6年） - 東小学校の増築校舎が竣工する。
- - 同年、中学校普通教室棟（増築）および特別教室棟（改築）が竣工する。
- - 同年、北川辺ライブラリーが開館する。
- 1995年（平成7年） - 北川辺幼稚園の園舎が竣工する。
- - 同年、防災行政無線が開局する。
- - 同年北川辺町ライスパーク（農業体験公園）が開設される。
- 1996年（平成8年） - 学校給食センターが新築される。
- 1997年（平成9年） - 西小学校特別教室棟の使用が開始される。
- 1999年（平成11年） - 排水機場が新築される。
- 2000年（平成12年） - 介護サービスセンターが開設される。
- - 同年、東小学校の重層式体育館が竣工する。
- - 同年、新三国橋および柏戸陸橋が開通する。
- 2001年（平成13年） - 町立保育所が新設される。
- - 同年、町制30周年記念式典が催され、役場の敷地内にタイムカプセルが設けられる。
- 2002年（平成14年） - 学校週5日制が開始される。
- 2003年（平成15年） - 西小学校体育館が竣工する。
- - 同年、スポーツ遊学館が開設される。
- - 同年、オニバス自生地が北川辺町の天然記念物に指定される。
- 2004年（平成16年） - 北川辺町生涯学習センター「みのり」が開設される。
- - 同年、第59回国民体育大会「彩の国まごころ国体」が開催され、渡良瀬遊水池にてセーリング競技およびトライアスロン競技が催される。
- - 同年、北川辺町立図書館が開館する。
- 2005年（平成17年） - 北川辺中学校の体育館および武道場が竣工する。
- - 同年、北川辺交番が開設される。
- - 同年、北川辺町郷土資料館が開館する。
- - 同年、北川辺町合併50周年記念式典が催される。
- 2010年（平成22年）3月23日 - 加須市、北埼玉郡大利根町・騎西町と合併し、新たに加須市となる。

## 行政
- 町長：倉上皖教（1999年12月5日〜 2010年3月22日）3期

## 経済

### 産業
- 主な産業
- 産業人口
  - 第一次産業＝10.2%
  - 第二次産業＝37.0%
  - 第三次産業＝52.8%

### 名産品
- コシヒカリ
  - 2010年（平成22年）3月5日、北川辺町によって北川辺こしひかりとして特許庁に商標出願がなされ、加須市・騎西町・大利根町との合併後の2010年（平成22年）12月3日、商標登録された。
- トマト
  - 桃太郎。木甘坊愛称で流通。

## 地域

### 健康
- 平均年齢：40.9歳（男＝40.0歳、女＝41.8歳）

### 公共施設

#### 町の施設
- 中央浄水場（産業建設課）
- 国保診療所
- 保健センター・地域包括支援センター
- 学校給食センター
- 生涯学習センター「みのり」
- 町立図書館（生涯学習センター内）
- あやめ苑
- ライスパーク
- スポーツ遊学館（道の駅かぞわたらせ内）
- 物産販売施設「いな穂」（道の駅かぞわたらせ内）
- 中央公民館
- 町民体育館
- 郷土資料館
- 福祉センター

#### 国の施設
- 国土交通省渡良瀬遊水池出張所

#### 警察
- 加須警察署（加須市）
  - 北川辺交番

#### 消防
- 加須地区消防組合北川辺分署

大利根町・北川辺町

### 広域行政
- 大利根町・北川辺町衛生施設組合
  - 衛生センター （大利根町北大桑）
- 広域利根斎場組合（メモリアルトネ） （加須市大字川口）

### 教育
保育所
- 町立保育所

幼稚園
- 町立幼稚園

小学校
- 北川辺町立西小学校
- 北川辺町立東小学校

中学校
- 北川辺町立北川辺中学校

高等学校
- 埼玉県立北川辺高等学校 （栗橋高校と統合され現在は栗橋北彩高校　所在地は旧栗橋高校）

### 電話番号
市外局番は、町内全域が「0280」。同一市外局番の地域との通話は市内通話料金で利用可能（古河MA）。収容局は北川辺局のみ。

### 郵便番号
郵便番号は、町内全域が「349-12xx」（北川辺郵便局）である。

## 交通

### 鉄道路線
東武鉄道
- ■ 日光線：新古河駅 - 柳生駅

### タクシー
タクシーの営業区域は県南東部交通圏で、春日部市・草加市・越谷市・久喜市・八潮市などと同じエリアとなっている。

### 道路
一般国道
- 国道354号

主要地方道
- 埼玉県道9号佐野古河線
- 埼玉県道46号加須北川辺線

一般県道
- 埼玉県道368号飯積向古河線
- 埼玉県道415号柳生停車場線

道の駅
- 道の駅かぞわたらせ

## 名所・旧跡・観光スポット・祭事・催事

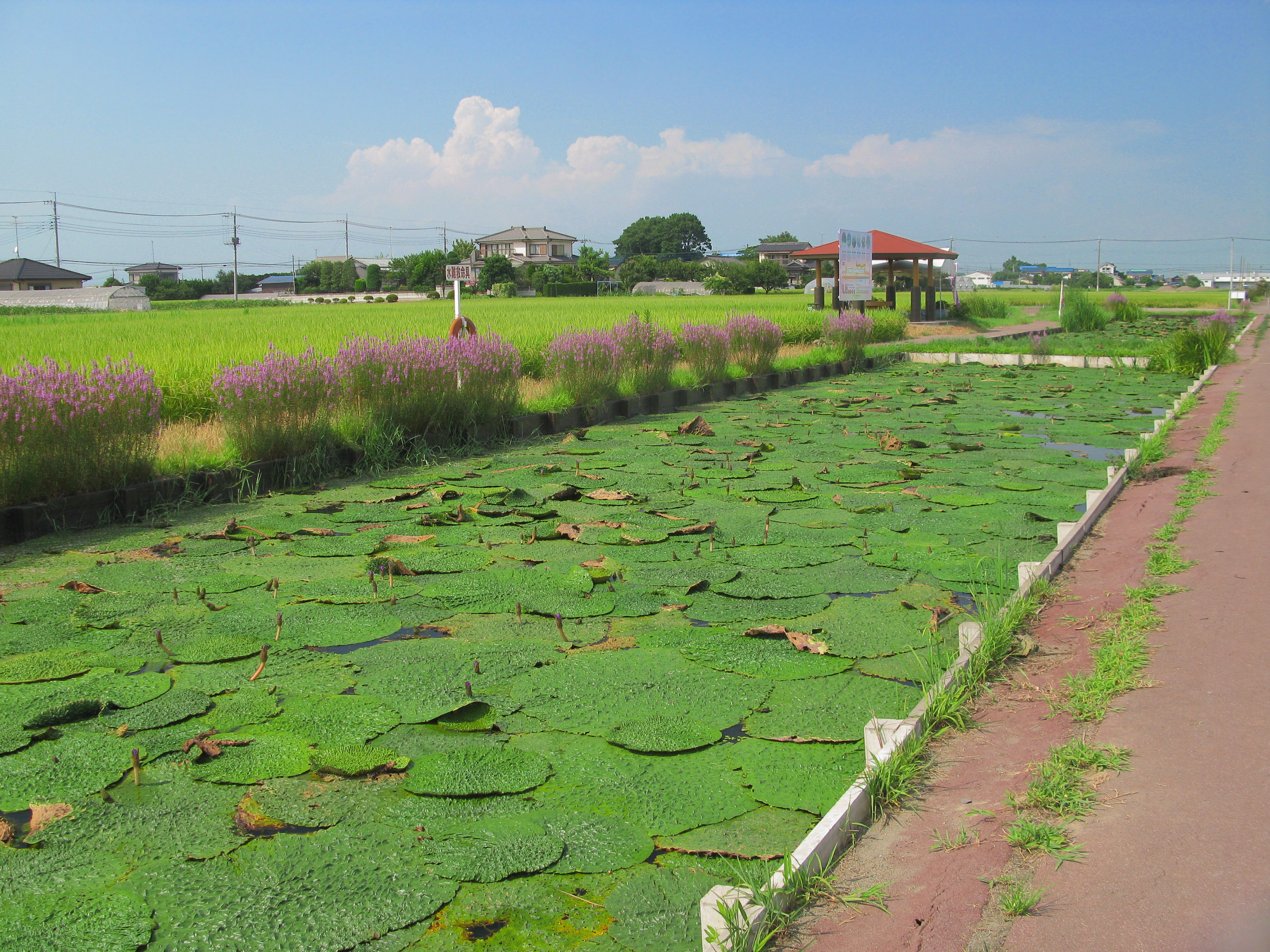
オニバス自生地

- 渡良瀬遊水地
- 遊学館（道の駅内）
- オニバス自生地
- 旧川ふるさと公園
- ライスパーク
- 栃木・群馬・埼玉の三県境

## 出身有名人
- 田口和美（解剖学研究者。教え子には森鷗外や北里柴三郎らがいる）
- 柏戸村右衛門（初代柏戸）18世紀後半の力士。
- 石川亨（第25代統合幕僚会議議長）
- 松橋功（元JTB会長）
- 山岸一平（元日本経済新聞社専務、日経マーケティング社会長、国家公安審査委員）
- 山中信人(津軽三味線奏者)

## 北川辺町を舞台にした作品
- 不在（2005年、宮沢章夫）

## その他
- 水の郷百選
  - 水輪のまち きたかわべ
- 水塚
  - 過去に台風による河川の土手が決壊が多かったため水塚が多く残っている。また、揚げ船も保存されている。